# Fixing a Hole
Fixing a Hole – piosenka zespołu The Beatles, napisana przez Paul McCartneya, przy czym zgodnie ze zwyczajem Beatlesów jako autorów zadeklarowano duet Lennon/McCartney. Utwór został umieszczony na albumie  Sgt. Pepper’s Lonely Hearts Club Band, wydanym przez zespół w 1967 roku.

## Wykonawcy
1. Paul McCartney - wokal, bas
2. John Lennon – wokal wspierający, gitara
3. George Harrison - wokal wspierający, gitara prowadząca
4. Ringo Starr – perkusja, marakasy
5. George Martin  - klawesyn